# アペルカンプ真大
シンタ・カール・アペルカンプ（Shinta Karl Appelkamp、2000年11月1日 - ）は、東京都世田谷区出身のサッカー選手。2.ブンデスリーガ・フォルトゥナ・デュッセルドルフ所属。ポジションはDF、MF。
日本では『アペルカンプ真大』と表記される。

## 来経

### クラブ
東京都出身。4種年代では東京都目黒区にて活動するヴィトーリア目黒で、サッカーとフットサルを並行しキャリアをスタートさせた。5年生の時には6年生チームで主力となり、さわやか杯（東京FA傘下の全ての4種チームで行われる公式大会）にて東京ヴェルディを決勝で破り優勝。翌年にはU-12東京都トレセンに選出。ドイツベルリン国際交流大会に東京都Uｰ12選抜選手として出場し優勝。同年のバーモンドカップの東京大会優勝し全国大会にも出場している。3種年代では三菱養和のジュニアユースに在籍していたが、父親の仕事の関係でドイツに渡り、フォルトゥナ・デュッセルドルフの下部組織に入団した。2019年9月、デュッセルドルフとプロ契約を結ぶことを発表した。
2020年9月26日、第2節のヴュルツブルガー・キッカーズ戦で途中出場からプロデビューを果たした。2021年5月16日、第33節のエルツゲビルゲ・アウエ戦では3試合連続ゴールを決めて勝利に貢献した。

### 代表
2021年5月、UEFA U-21欧州選手権2021の決勝トーナメントに向けてのドイツ代表の追加メンバーに招集されたことが発表された。ドイツは見事に優勝を果たしたが、自身の出番は訪れなかった。

## 人物
- 父はドイツ人で、母は日本人。

## 所属クラブ
ユース経歴
- ヴィトーリア目黒FC
- 三菱養和SC巣鴨ジュニアユース
- フォルトゥナ・デュッセルドルフ

プロ経歴
- 2019年 -  フォルトゥナ・デュッセルドルフ

## 個人成績
| 国内大会個人成績 | 国内大会個人成績 | 国内大会個人成績 | 国内大会個人成績 | 国内大会個人成績 | 国内大会個人成績 | 国内大会個人成績 | 国内大会個人成績 | 国内大会個人成績 | 国内大会個人成績 | 国内大会個人成績 | 国内大会個人成績 |
| 年度             | クラブ           | 背番号           | リーグ           | リーグ戦         | リーグ戦         | リーグ杯         | リーグ杯         | オープン杯       | オープン杯       | 期間通算         | 期間通算         |
| 年度             | クラブ           | 背番号           | リーグ           | 出場             | 得点             | 出場             | 得点             | 出場             | 得点             | 出場             | 得点             |
| ドイツ           | ドイツ           | ドイツ           | ドイツ           | リーグ戦         | リーグ戦         | リーグ杯         | リーグ杯         | DFBポカール      | DFBポカール      | 期間通算         | 期間通算         |
| ---------------- | ---------------- | ---------------- | ---------------- | ---------------- | ---------------- | ---------------- | ---------------- | ---------------- | ---------------- | ---------------- | ---------------- |
| 2020-21          | デュッセルドルフ | 23               | 2. ブンデス      | 21               | 6                | -                | -                | 1                | 0                | 22               | 6                |
| 2021-22          | デュッセルドルフ | 23               | 2. ブンデス      | 26               | 3                | -                | -                | 1                | 0                | 27               | 3                |
| 2022-23          | デュッセルドルフ | 23               | 2. ブンデス      | 33               | 6                | -                | -                | 3                | 0                | 36               | 6                |
| 2023-24          | デュッセルドルフ | 23               | 2. ブンデス      | 25               | 3                | -                | -                | 2                | 0                | 27               | 3                |
| 2024-25          | デュッセルドルフ | 23               | 2. ブンデス      | 27               | 1                | -                | -                | 0                | 0                | 27               | 1                |
| 通算             | ドイツ           | ドイツ           | 2. ブンデス      | 132              | 19               | -                | -                | 7                | 0                | 139              | 19               |
| 総通算           | 総通算           | 総通算           | 総通算           | 132              | 19               | -                | -                | 7                | 0                | 139              | 19               |

| 2018-19 | デュッセルドルフⅡ | 6      | ブンデス4部 | 5  | 1 | 5  | 1 |
| 2019-20 | デュッセルドルフⅡ | 10     | ブンデス4部 | 19 | 8 | 19 | 8 |
| 2024-25 | デュッセルドルフⅡ | 7      | ブンデス4部 | 1  | 0 | 1  | 0 |
| 通算    | ドイツ            | ドイツ | ブンデス4部 | 25 | 9 | 25 | 9 |
| 総通算  | 総通算            | 総通算 | 総通算      | 25 | 9 | 25 | 9 |

## 代表歴
- U-17日本代表
  - アメリカ遠征（2017年）[9]
- U-18日本代表
  - 第24回リスボン国際トーナメントU18（2018年）[10]
- U-21ドイツ代表
  - UEFA U-21欧州選手権2021（2021年）